# Henryk Salwer

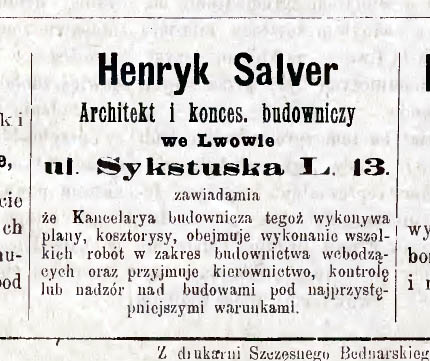
Reklama na łamach „Głosu Wolnego” w 1893

Henryk Salwer (również Salver) (ur. 1858 we Przemyślu, zm. 1913? we Lwowie) – polski architekt pochodzenia żydowskiego.

## Życiorys
Po ukończeniu szkoły realnej w 1879 wyjechał do Lwowa, gdzie studiował na Wydziale Budownictwa w Szkole Politechnicznej. Po ukończeniu nauki w 1884 praktykował w biurach architektonicznych i przedsiębiorstwach budowlanych, a następnie otworzył i prowadził własną pracownię i przedsiębiorstwo budowlane przy ulicy Sykstuskiej 25. Ponadto od 1895 wchodził w skład przysięgłych sądu grodzkiego. Współpracował z Jakubem Krochem i Józefem Awinem.

## Dorobek architektoniczny
- Kamienica przy ulicy Ołeksandra Bohomolca 11a (dawniej Adama Asnyka) /1905/;
- Kamienice czynszowe przy ulicy Nowy Świat, współautor Jakub Kroch /1905-1910/;
- Kamienica przy ulicy Dnieprowskiej 8 (dawniej Tarasa Szewczenki) /1911/;
- Kamienica przy ulicy Petra Doroszenki 14 (Sykstuska, od 1938 Obrońców Lwowa), współautor Józef Awin /1911-1912/;
- Rekonstrukcja Wielkiej Synagogi Przedmiejskiej /1912/.